# Fahd Aktaou
Fahd Aktaou, né le 18 janvier 1993 à Amsterdam aux Pays-Bas, est un footballeur néerlando-marocain. Il évolue au poste de latéral gauche.

## Biographie
Fahd Aktaou naît à Amsterdam aux Pays-Bas de parents immigrés marocains. Il commence le football dans deux clubs amateurs de la ville avant de rejoindre l'académie de l'Ajax Amsterdam. Il est transféré en 2008 au HFC Haarlem avant de terminer sa formation au SC Heerenveen, club dans lequel il signe son premier contrat professionnel sans faire d'entrée en match officiel.
En 2014, il est prêté pour une saison à l'Almere City FC.
Avec le Wydad de Casablanca, il joue les demi-finales de la Ligue des champions d'Afrique face au club égyptien de Zamalek en novembre 2016.

## Palmarès
Wydad Athletic Club :
- Championnat du Maroc
  - Champion : 2017

## Vie privée
Fahd est le cousin de Glades (Aniss Aktaou).